# دکیتر (آرکانزاس)
دکاتر (آرکانزاس) (به انگلیسی: Decatur, Arkansas) یک شهر در ایالات متحده آمریکا با جمعیت ۱٬۶۹۹ نفر است که در آرکانزاس واقع شده‌است.

## موقعیت جغرافیایی
موقعیت جغرافیایی شهرها و مناطق اطراف به شرح زیر است: